# Comté de Martin (Kentucky)
Pour les articles homonymes, voir Comté de Martin.
Le comté de Martin est un comté de l'État du Kentucky, aux États-Unis. Son siège est Inez.
Fondé en 1870, il a été nommé d'après John Preston Martin.
C'est un dry county.